# Mamdouh Elssbiay
(Slogan di Big Ramy)
Mamdouh Mohammed Hassan Elssbiay (in arabo ممدوح السبيعي‎?; Baltim, 16 settembre 1984) è un culturista egiziano.
Soprannominato Big Ramy, è un professionista IFBB dal 2013 e ha vinto due volte il Mister Olympia, nelle edizioni 2020 e 2021.

## Biografia
Proveniente da una famiglia povera, Elssbiay nasce e cresce a Baltim, dove completa la sua istruzione. Successivamente si trasferisce in Kuwait per lavorare come pescatore, prima di iniziare a praticare il culturismo.
A seguito di un allenamento di soli quattro anni, nel 2013 passa al professionismo grazie alla vittoria dell'Amateur Olympia a Kuwait l'anno precedente. Nel 2013 compie il suo esordio nel prestigioso Mister Olympia, dove si piazza all'8º posto. Negli anni seguenti è quindi capace di migliorare le proprie prestazioni: arriva infatti a vincere l'Arnold Classic Brazil nel 2015, ottenere un secondo posto a Mister Olympia 2017 alle spalle del pluricampione Heath, e vincere l'Arnold Classic Europe alcuni mesi dopo. A seguito di un sesto posto a Mister Olympia 2018, l'egiziano è poi costretto a saltare l'intero 2019 a causa di un infortunio alla spalla.
Nel marzo 2020 è terzo all'Arnold Classic, alle spalle di Jackson e del vincitore Bonac. Dopo aver rischiato di saltare la 56ª edizione di Mister Olympia causa della sua positività al SARS-CoV-2, nell'ottobre 2020 riceve un invito speciale da parte del Presidente Dan Solomon per partecipare a tale competizione pur non essendovi ancora qualificato. Dopo un intenso allenamento a fianco di Chad Nicholls e del culturista James e aver seguito una dieta capace di farlo scendere a 130 kg, il 19 dicembre Elssbiay è proclamato vincitore davanti al campione in carica Curry e al terzo classificato Heath: ciò lo rende il 16º uomo a divenire Mister Olympia e il primo egiziano a riuscirci.
L'egiziano si ripete anche nell'edizione successiva di Mr. Olympia, disputatasi nell'ottobre 2021, avendo la meglio di Curry e dell'iraniano Chupan. Rientrato in Egitto con un'accoglienza da eroe nazionale, il governatore del Kafr el-Sheikh decide di rinominare in suo onore una delle più grandi piazze della omonima capitale del governatorato in cui è nato.

## Vittorie conseguite e piazzamenti
- 2022 Mr. Olympia – 5º classificato
- 2021 Mr. Olympia – 1º classificato
- 2020 Mr. Olympia – 1º classificato
- 2020 Arnold Classic – 3º classificato
- 2018 Mr. Olympia – 6º classificato
- 2017 Arnold Classic Europe – 1º classificato
- 2017 Mr. Olympia – 2º classificato
- 2016 EVLS Prague Pro – 2º classificato
- 2016 IFBB Kuwait Pro – 1º classificato
- 2016 Arnold Classic Europe – 2º classificato
- 2016 Mr. Olympia – 4º classificato
- 2015 EVLS Prague Pro – 2º classificato
- 2015 Arnold Classic Europe – 4º classificato
- 2015 Mr. Olympia – 5º classificato
- 2015 Arnold Classic Brazil – 1º classificato
- 2014 Mr. Olympia – 7º classificato
- 2014 New York Pro Championship – 1º classificato
- 2013 Mr. Olympia – 8º classificato
- 2013 New York Pro Championship – 1º classificato